# Santiago Ascacíbar
Santiago Ascacíbar (ur. 25 lutego 1997 w La Placie) – argentyński piłkarz grający na pozycji pomocnika w Estudiantes La Plata.

## Życiorys
Jest wychowankiem Estudiantes La Plata. W pierwszym zespole tego klubu występował w latach 2016–2017. 22 sierpnia 2017 za 5,95 miliona euro odszedł do niemieckiego VfB Stuttgart. W Bundeslidze zadebiutował 10 września 2017 w przegranym 1:3 meczu z FC Schalke 04. Do gry wszedł w 62. minucie, zastępując Orela Mangalę. 1 stycznia 2020 odszedł za 10 milionów euro do berlińskiej Herthy BSC. Od 23 lipca 2022 do 15 stycznia 2023 przebywał na wypożyczeniu we włoskim US Cremonese, a następnie został wypożyczony do Estudiantes. Po 1 lipca 2023 pozostał w tym klubie na zasadzie transferu definitywnego.
W 2016 roku wraz z reprezentacją wystąpił na igrzyskach olimpijskich w Rio de Janeiro.